# Strömming i Digerfallet
Strömming i Digerfallet är en svensk dramakomedifilm från 1999 i regi av Margit Eklund och med manus och foto av Åke Hermanson. Inspelningen ägde rum 1998 och filmen premiärvisades den 29 januari 1999 på biografen Arenan i Karlstad.

## Rollista (urval)
- Konrad Larsson – Sigge "Strömming" Ström
- Anita Andersson – Anita, "revisorstjejen"
- Margit Eklund – änkefru Bronze
- Eva Karlsson – Penny
- Kaj Werme – Berra, bov
- Staffan Ander	– Foto-Otto
- Lennart Mathiesen – Stig, Anita man, fylltratt
- Maritha Mathiesen – Signe Ström, Sigges hustru